# غايل كاكوتا
غايل كاكوتا (بالفرنسية: Gaël Kakuta)‏ (مواليد 21 يونيو 1991 في ليل - فرنسا) لاعب كرة قدم فرنسي يلعب حاليا لصالح نادي الدرجة الممتازة تشيلسي الإنجليزي منذ 2007 في مركز الجناح الأيسر كما يجيد اللعب في مركز الوسط المهاجم .

## مسيرته الكروية
لعب غايل كاكوتا خلال مسيرته الاحترافية مع 11 ناديًا في خمسة عشر موسمًا وسجل خلالها 25 هدفًا ضمن 209 مباراة. حيث فاز في موسم واحد بالكأس وفي موسم واحد بالدوري.
خاض غايل كاكوتا مسيرته مع نادي تشيلسي في موسم 2009–10 ولمدة موسمين، مشاركًا في 6 مباريات ولم يسجل أي هدف. ثم انتقل إلى نادي فولهام في موسم 2010–11 لمدة موسم واحد، حيث شارك في 7 مباريات سجل خلالها هدفًا واحدًا. لينتقل بعدها إلى نادي ديجون في موسم 2011–12 لمدة موسم واحد، مشاركًا في 14 مباراة سجل خلالها 4 أهداف. ثم انتقل إلى نادي فيتيسه آرنهم في موسم 2012–13 ولمدة موسمين، مشاركًا في 34 مباراة سجل خلالها هدفين. هذا وانتقل لاحقًا إلى نادي لاتسيو في موسم 2013–14 لمدة موسم واحد، مشاركًا في مباراة ولم يسجل أي هدف. ثم انتقل بعدها إلى نادي رايو فايكانو في موسم 2014–15 في المرة الأولى لمدة موسم واحد ثم في موسم 2018–19 لمدة موسم واحد، مشاركًا طوالها في 47 مباراة سجل خلالها 6 أهداف. ليعود وينتقل من جديد، لكن هذه المرة إلى نادي إشبيلية في موسم 2015–16 لمدة موسم واحد، مشاركًا في مباراتين ولم يسجل أي هدف. لينتقل بعدها إلى نادي هيبي شينا فورشن ما بين عامي 2016 و2017 لمدة موسم واحد، مشاركًا في 24 مباراة سجل خلالها هدفين. ثم لعب في نادي ديبورتيفو لاكورونيا في موسم 2016–17 لمدة موسم واحد، مشاركًا في 10 مباريات سجل خلالها هدفين أيضًا. ليعود ويرتحل عنه إلى نادي أميين في موسم 2017–18 في المرة الأولى لمدة موسم واحد ثم في موسم 2019–20 لمدة موسم واحد، مشاركًا طوالها في 60 مباراة سجل خلالها 8 أهداف.

## روابط خارجية
- غايل كاكوتا على موقع الاتحاد الدولي (مؤرشف)  (الإنجليزية)
- غايل كاكوتا على موقع الاتحاد الأوربي (الإنجليزية)
- غايل كاكوتا على موقع إي إس بي إن إف سي (الإنجليزية)
- غايل كاكوتا على موقع قاعدة بيانات كرة القدم.إي يو (الإنجليزية)
- غايل كاكوتا على موقع ليكيب (الفرنسية)
- غايل كاكوتا على موقع ناشيونال فوتبول تيمز (الإنجليزية)
- غايل كاكوتا على موقع Soccerbase.com (لاعب) (الإنجليزية)
- غايل كاكوتا على موقع Soccerway.com (الإنجليزية)
- غايل كاكوتا على موقع عالم كرة القدم.نت (الإنجليزية)
- غايل كاكوتا على موقع كووورة